# Милутин Гарашанин (политичар)
Милутин Гарашанин (Београд, 22. фебруар 1843 — Париз, 5. март 1898) био је српски политичар, дипломата, официр и академик. Гарашанин је био председник Владе, председник Народне Скупштине, министар и амбасадор.

## Биографија
Рођен је у Београду, од оца Илије Гарашанина, писца „Начертанија“ и председника српске владе у два наврата, и мајке Софије рођене Данић рођен 10/22. фебруара 1843. године.
Образовао се у Београду, где је поред основне школе завршио и гимназију. Провео је само годину дана на београдском Лицеју, на природњачком одсеку. Године 1860. отишао је у Француску, где у лицеју Сен-Барбу изучава основну и специјалну математику. По завршеним студијама политехнике, постао је 1865. године артиљеријски потпоручник. Завршио је затим артиљеријску школу у Мецу, у Француској, а после тога (од 1868) живео на очевом имању у Гроцкој и бавио се млинарском индустријом.
Ступио је први пут у државну службу 1876. године, као официр. У српско-турском рату 1876. године учествовао је у борбама Ибарске војске, у чину артиљеријског капетана, као командант Чачанске бригаде. Дана 11. августа те године рањен је у бици на Огоријевцу, због чега је унапређен у чин мајора и добио Орден Таковског крста V степена. До објаве новог рата 1877. године бавио се економисањем у Гроцкој, на имању "Гаврану". У другом рату са Турском 1877/78. године, био је помоћник начелника Јаворске војске, у чину мајора. Војну каријеру је завршио у чину пуковника.
Политичку каријеру је започео тек октобра 1880. године, када ступа у Пироћанчев кабинет. Од 1881 — 1883. године био је министар унутрашњих дела Кнежевине Србије.
У јануару 1881. године са групом младоконзервативаца основао је Српску напредну странку и постао њен председник.
Посланик Србије у Бечу био је од 1883. до 1884 као и посланик у Француској 1894. и од 1897. до 1898.
Он је учесник првог телефонског разговора на релацији Београд - Ниш 1886. Са друге стране линије, у Нишу, је био краљ Милан Обреновић. Због слабе чујности и лошег квалитета телефонске линије краљ је више пута понављао „Милутине, говори гласније!“. На крају Гарашанин је одговорио: „Ваше Височанство, ја говорим тако јако, да када би се попео на торањ Саборне цркве Ви бисте ме несумњиво морали чути у Нишу и без телефона.“
Аутор је и књижевних дела од којих је најзначајније Доколице написано 1892. године. Сматран је за одличног говорника.
Удружење за културу, уметност и међународну сарадњу „Адлигат” поседује једно његово писмо, у којем Гарашанин пише о промени власти у Бугарској и покушајима Русије да прошири свој утицај на Балкану, што је било супротстављено српској политици тог доба.
Црна Гора му је доделила Орден књаза Данила I и Обилића медаљу.